# 2022年航天活动列表
本表记录2022年发生的重大航天事件。2022年世界航天发射次数达186次（成功178次），打破了2021年145次的最高纪录，也是自2018年起连续第5年发射次数超过100次。其中美国SpaceX的猎鹰9号运载火箭发射达到60次且全部成功，打破了1979年苏联联盟U运载火箭创下的47次的单一火箭年度发射纪录（45次成功），也超过了本年度中国航天科技集团的长征系列运载火箭（53次），使美国取代中国，再度成为年度发射次数最多的国家。
今年各国航天机构的活动也受到俄罗斯入侵乌克兰的影响，导致俄罗斯航天局与西方航天机构之间关系紧张，威胁终止国际空间站的合作，并导致多项太空任务多次推迟。
在国家级航天科学任务方面，今年是月球探测的重点年。2022年，NASA的CAPSTONE轨道飞行器、韩国航空宇宙研究院的赏月号轨道飞行器和NASA的阿提米絲1號（阿耳忒弥斯计划的首次任务）均发射升空。具体来说，阿耳忒弥斯1号有两个主要目标：测试猎户座飞船和太空发射系统，以及部署立方体卫星。今年还进行了双小行星重定向测试对双卫一的撞击，这是首次测试行星防御技术，美国宇航局的朱诺号飞越木卫二，以及印度空间研究组织的火星轨道器任务和美国宇航局的洞察号火星探测器失去通信。
2022年，两个空间站——国际空间站和天宫空间站——同时处于长期载人状态。天宫的两个实验舱问天舱和梦天舱先后与天和核心舱对接，完成了其一期建造计划。在载人任务方面，国际空间站有第66次、第67次和第68次载人航天任务，天宫一号有神舟十三号、神舟十四号和神舟十五号任务。国际空间站还短暂接待了联盟号MS-20的私人乘组人员。国际空间站还迎来了星际航线的波音轨道飞行测试二号任务。
在这一年，埃及和葡萄牙公民首次跨越80公里高度门槛，这是美国对外太空的定义，他们在维珍银河组织的亚轨道飞行中达成了此目标。然而，他们未能跨越卡门线（100公里）。斯洛文尼亚将于2022年首次进行亚轨道发射。摩尔多瓦、亚美尼亚、乌干达和津巴布韦将于2022年首次将自己的卫星送入轨道。

## 概览

### 太阳系探测
欧洲空间局和俄罗斯航天国家集团合作的ExoMars原计划在本年发射，其中包括计划在火星登陆的巡视器“罗莎琳德·富兰克林号”。但受2月俄罗斯入侵乌克兰影响，双方暂停合作，发射任务取消。
此外，本年内还有两次火星探测任务宣告结束。10月3日，印度空间研究组织（ISRO）宣布于2013年发射、2014年入轨的火星轨道器任务结束，该探测器燃料已经耗尽，无法改变姿态将太阳能电池板对准太阳。12月21日，美国国家航空航天局（NASA）宣布于2018年发射并着陆的洞察号火星探测器任务结束，此前洞察号已因电力输出下降连续两次联系失败。
9月29日，NASA的朱诺号木星探测器以352公里的距离掠过木卫二，是2000年伽利略号以来最近的一次。

### 月球探测
NASA的地月自主定位系统技术操作和导航实验（CAPSTONE）于6月28日发射并于11月14日入轨。NASA领导的登月计划阿尔忒弥斯计划于11月16日通过空间发射系统完成了首次发射，完成了不载人绕月任务，并于12月11日重返地球。搭载该火箭的还有作为次要任务载荷的日本宇宙航空研究开发机构（JAXA）首次登月任务好客（OMOTENASHI），但未将姿态调整到太阳能电池板对准太阳，最终任务失败。
韩国航空宇宙研究院首个月球探测器赏月号于8月4日通过猎鹰9号运载火箭发射，并于12月17日进入月球轨道。韩国成为第8个完成绕月的国家或地区。
12月11日发射的猎鹰9号运载火箭同时搭载了日本iSpace公司的白兔-RM1着陆器、阿聯酋太空總署的拉希德月球车，两者均计划于2023年4月登陆月球。此外该火箭还搭载了NASA的月球手电筒立方星，将完成月球轨道飞行任务。
本年内还有一些计划发射的商用月球着陆器、月球车推迟至2023年。

### 载人航天
中国天宫空间站完成了一期工程建设。问天实验舱和梦天实验舱分别于7月24日和10月31日发射，并与天和核心舱完成对接。本年内中国还完成了神舟十四号、神舟十五号两次载人航天发射任务，将6名中国航天员送入空间站，进行了在轨乘组交换。
国际空间站方面，俄罗斯本年内完成了联盟MS-21、联盟MS-22两次载人航天发射任务，将6名宇航员送入国际空间站进行远征任务。美国SpaceX在本年内完成了SpaceX载人4号、SpaceX载人5号两次载人航天发射任务，将8名宇航员送入国际空间站进行远征任务。
波音公司在本年内发射了波音星际航线飞船执行波音轨道飞行测试2号任务并与国际空间站对接。

### 太空旅游
蓝色起源使用新谢泼德火箭成功进行了蓝色起源NS-20、NS-21、NS-22三次亚轨道载人飞行，共搭载了18名乘员。
SpaceX与公理航天进行了公理1号任务，将四名乘员送入国际空间站短暂停留。

### 运载火箭创新
在2022年首飞成功的运载火箭有中国的长征六号甲运载火箭、力箭一号运载火箭、捷龙三号运载火箭，美国的空间发射系统、俄罗斯的安加拉1.2型运载火箭，欧空局的织女星C运载火箭。中国长征八号运载火箭无助推器构型也首飞成功。美国萤火虫阿尔法火箭进行了第二次发射，取得部分成功，搭载的立方星入轨过低且没有变轨能力，于数日内再入。
在2022年首飞失败的运载火箭有印度的小型卫星运载火箭，中国的朱雀二号运载火箭。
在5月2日的美国电子号火箭发射任务后，尝试使用直升机进行空中回收，但最终失败。
原计划在本年内首飞的欧空局阿丽亚娜6号运载火箭、日本H3运载火箭、美国SpaceX星舰、火神半人马座运载火箭均推迟至2023年。

### 其他
在2022年，摩尔多瓦、亚美尼亚、乌干达、津巴布韦均借助他国运载火箭实现了自己的首颗人造卫星发射。斯洛文尼亚进行了首次亚轨道发射任务。

## 轨道发射
| ← 一月 • 二月 • 三月 • 四月 • 五月 • 六月 • 七月 • 八月 • 九月 • 十月 • 十一月 • 十二月 → |

| ← 一月 • 二月 • 三月 • 四月 • 五月 • 六月 • 七月 • 八月 • 九月 • 十月 • 十一月 • 十二月 → |

| ← 一月 • 二月 • 三月 • 四月 • 五月 • 六月 • 七月 • 八月 • 九月 • 十月 • 十一月 • 十二月 → |

| ← 一月 • 二月 • 三月 • 四月 • 五月 • 六月 • 七月 • 八月 • 九月 • 十月 • 十一月 • 十二月 → |

| ← 一月 • 二月 • 三月 • 四月 • 五月 • 六月 • 七月 • 八月 • 九月 • 十月 • 十一月 • 十二月 → |

| ← 一月 • 二月 • 三月 • 四月 • 五月 • 六月 • 七月 • 八月 • 九月 • 十月 • 十一月 • 十二月 → |

| ← 一月 • 二月 • 三月 • 四月 • 五月 • 六月 • 七月 • 八月 • 九月 • 十月 • 十一月 • 十二月 → |

| ← 一月 • 二月 • 三月 • 四月 • 五月 • 六月 • 七月 • 八月 • 九月 • 十月 • 十一月 • 十二月 → |

| ← 一月 • 二月 • 三月 • 四月 • 五月 • 六月 • 七月 • 八月 • 九月 • 十月 • 十一月 • 十二月 → |

| ← 一月 • 二月 • 三月 • 四月 • 五月 • 六月 • 七月 • 八月 • 九月 • 十月 • 十一月 • 十二月 → |

| ← 一月 • 二月 • 三月 • 四月 • 五月 • 六月 • 七月 • 八月 • 九月 • 十月 • 十一月 • 十二月 → |

| ← 一月 • 二月 • 三月 • 四月 • 五月 • 六月 • 七月 • 八月 • 九月 • 十月 • 十一月 • 十二月 → |

## 发射统计

### 按国家（区域）
- 美国: 87
- 中国: 64
- 俄罗斯: 22
- 欧盟: 5
- 伊朗: 1
- 印度: 5
- 韩国: 1
- 日本: 1

| 国家（区域） | 国家（区域） | 发射数 | 成功数 | 失败数 | 部分失败数 | 备注                                 |
| ------------ | ------------ | ------ | ------ | ------ | ---------- | ------------------------------------ |
|              | 美国         | 87     | 84     | 2      | 1          | 含在新西兰马希亚的电子号火箭的发射。 |
|              | 中国         | 64     | 62     | 2      | 0          |                                      |
|              | 俄羅斯       | 22     | 22     | 0      | 0          | 含在圭亚那的发射。                   |
|              | 印度         | 5      | 4      | 1      | 0          |                                      |
|              | 歐洲         | 5      | 4      | 1      | 0          |                                      |
|              | 伊朗         | 1      | 1      | 0      | 0          |                                      |
|              |              | 1      | 1      | 0      | 0          |                                      |
|              | 日本         | 1      | 0      | 1      | 0          |                                      |
| 总计         | 总计         | 186    | 178    | 7      | 1          |                                      |

### 按火箭
- 安塔瑞斯230+
- 阿丽亚娜-5
- 德尔塔-5
- 电子号
- 猎鹰9号（首次）
- 猎鹰9号（重复）
- 猎鹰重型
- H-IIA
- H-IIB
- 快舟一号甲
- 快舟十一号
- 长征二号
- 长征三号
- 长征四号
- 长征五号
- 长征六号
- 长征七号
- 长征八号
- 长征十一号
- 联盟2号（俄罗斯）
- 联盟-ST (欧洲)
- PSLV
- GSLV Mk II
- GSLV Mk III
- SSLV
- 质子M型
- 织女星
- 其他

### 按发射场
- 酒泉
- 太原
- 文昌
- 西昌
- 黄海
- 圭亚那
- 萨迪什·达万
- 塞姆南
- 沙赫鲁德
- 帕尔马奇姆
- 种子岛
- 内之浦
- 拜科努尔
- 玛希亚
- 普列谢茨克
- 东方
- 罗老宇宙中心
- 卡纳维拉尔角
- 肯尼迪
- 中大西洋区
- 莫哈韦
- 科迪亚克
- 范登堡

### 按轨道
- 跨大气层
- 近地轨道
- 近地轨道（国际空间站）
- 近地轨道（中国空间站）
- 太阳同步轨道
- 近地轨道（逆行）
- 中地球轨道
- 闪电轨道
- 地球同步轨道
- 地球倾斜同步轨道
- 高地球轨道
- 月球转移轨道
- 日心轨道